# Transmisión robotizada

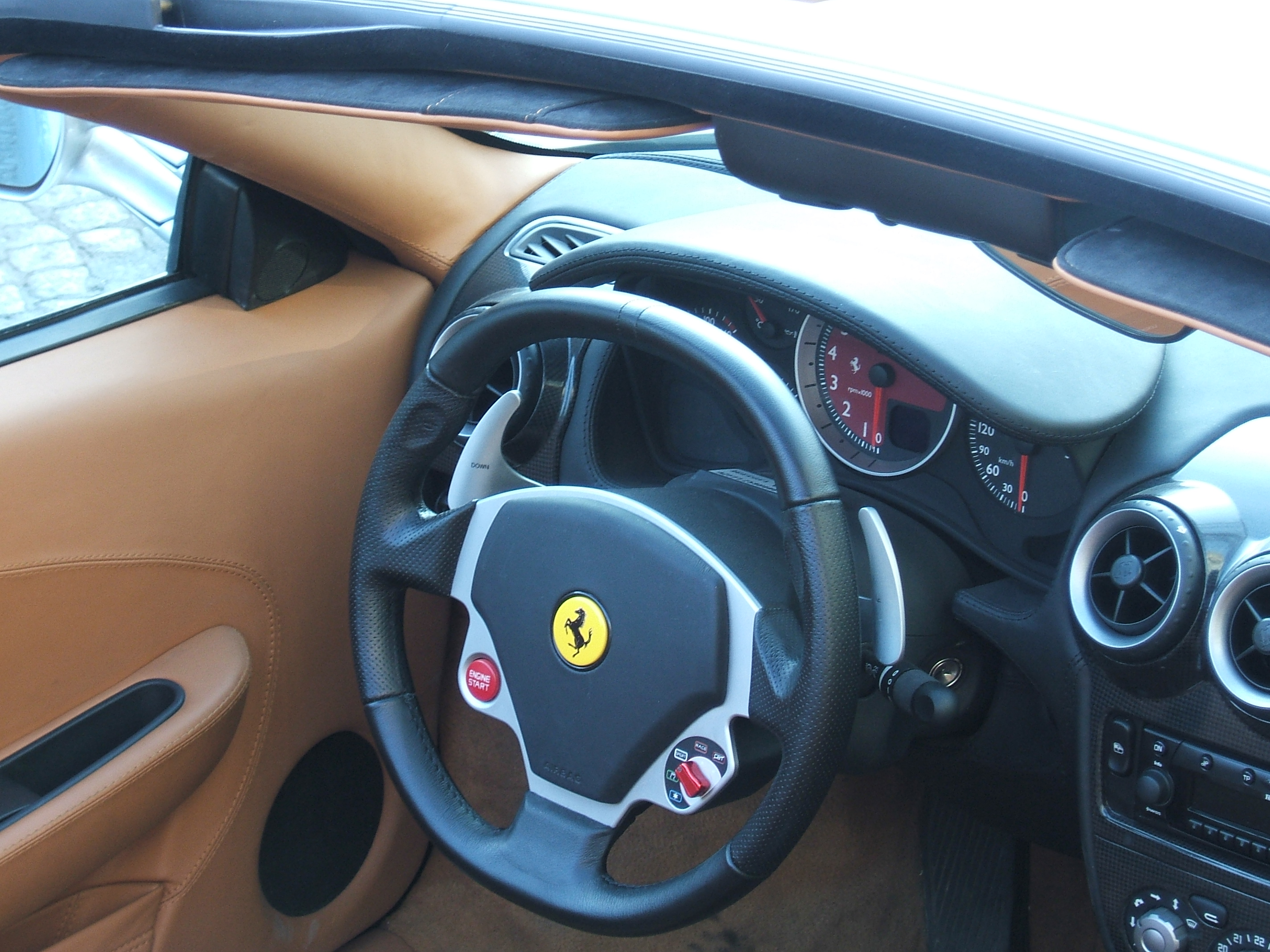
Las levas del cambio de marchas tras el volante de un Ferrari F430

La caja de cambios robotizada, también conocida como transmisión manual automatizada (AMT), es un tipo de transmisión de múltiples marchas para vehículos, que se basa estrechamente en el diseño y la construcción mecánica de una transmisión manual convencional, pero utiliza un procedimiento de automatización para accionar el embrague y / o el cambio de marchas.
El nombre deriva de "robotización", de los accionamientos manuales de una caja de cambios manual normal, sustituyéndolos por accionamientos automáticos. Por extensión, incluso las cajas de cambios diseñadas originalmente para ser accionadas por actuadores automáticos pero con una mecánica similar a las cajas de cambio manuales también se consideran robotizadas. Por ejemplo, la caja de cambios de embrague dual, abreviada como DTC, se puede considerar una variante de la robotizada.
Hay que distinguir la caja de cambios robotizada, de la caja de cambios automática clásica, ya que desde el punto de vista mecánico es un dispositivo totalmente diferente, aunque la función que realizan, es la misma.

## Funcionamiento

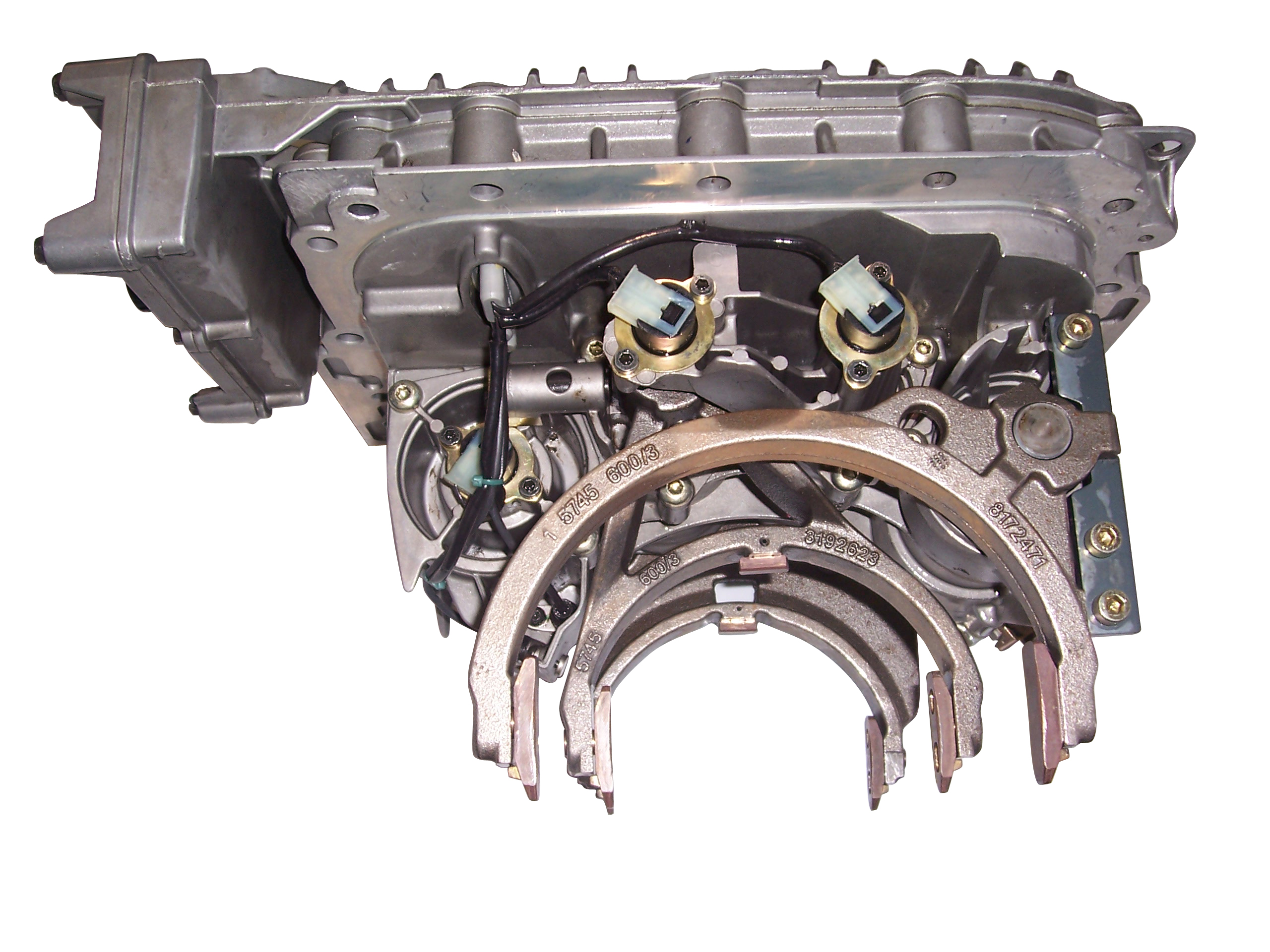
Sistema neumático automatizado para vehículos pesados de mercancías.

La unidad de control electrónico, mediante actuadores adecuados, permite los movimientos de embrague y la selección/acoplamiento de los engranajes de forma autónoma. Esta unidad de control realiza el proceso de apertura del embrague, el cambio de la relación de transmisión y la posterior reposición del embrague. Durante esta operación, se notifica a la unidad de control del motor, a través de la red CANbus, que ignora la solicitud de par motor del pedal del acelerador para dejar caer las revoluciones si se incrementa la marcha o por acelerar el motor en cambios descendentes. parecida al " doble embrague ". La acción de los actuadores es generalmente eléctrica o hidráulica. El actuador eléctrico suele tener la ventaja de un menor peso y un menor coste mientras que el actuador hidráulico se caracteriza por una velocidad de acción más elevada. Por ejemplo, muchos coches deportivos producidos por Ferrari y Maserati están equipados con actuadores hidráulicos de Magneti Marelli, mientras que los coches Smart tienen actuadores eléctricos.
Normalmente este tipo de cajas de cambios se asocian a un doble modo de funcionamiento: manual o automático. En modo completamente automático, la unidad de control también se encarga de la decisión de los cambios de marcha. En modo manual, el conductor elige el engranaje que se quiere enganchar mediante una palanca similar a la tradicional o con botones o paletas colocadas en el volante.

## Difusión
La caja de cambios robotizada, en su versión actual, se introdujo a mediados de los años noventa. Muchos fabricantes de automóviles la han adoptado, por ejemplo Alfa Romeo, Ferrari, Citroën, Smart y otros. Normalmente se ofrece en versiones especiales de modelos existentes con caja de cambios totalmente manual para ofrecer a los clientes una sensación de mayor deportividad simulando la conducción de monoplazas de Fórmula 1, así como una mayor practicidad, ya que el pedal del embrague no está presente.
La simplificación de la caja de cambios robotizada respecto a la caja de cambios automática está ampliamente aceptada, incluso por los expertos: en realidad, y aunque parecen superficialmente dos sistemas similares (especialmente para el usuario), tienen una estructura y un funcionamiento tecnológicamente diferentes.

## Diseño
Las transmisiones manuales automatizadas pueden ser semiautomáticas o completamente automáticas. en los últimos años, se han utilizado varios sistemas diferentes para automatizar el embrague y/o el cambio de marchas, pero generalmente se utilice uno de los siguientes métodos de accionamiento para el embrague y / o el cambio : accionamiento hidráulico o electro-hidráulico, electromecánico, neumático, electromagnético, o incluso puramente eléctrico mediante un motor eléctrico.
El cambio de engranajes, el accionamiento del embrague, el tiempo de cambio y la concordancia de revoluciones están bajo control automatizado mediante los sensores electrónicos, los ordenadores y los actuadores. Al cambiar de marcha, el conductor selecciona el engranaje deseado con la palanca de cambio, mientras que los sensores y actuadores electrónicos conectados a un TCU (ordenador de transmisión) o microprocesador accionarán automáticamente el embrague y el acelerador para que coincidan con revoluciones y volver a embragar en milisegundos. La transferencia de par y potencia a las ruedas motoras también se controlará electrónicamente. La mayoría de implementaciones modernas de esta transmisión funcionan en un modo secuencial, donde el conductor sólo puede subir o bajar una marcha cada vez. Sin embargo, no es el caso de todas las transmisiones modernas. Por ejemplo, la transmisión "SMG" de BMW y la transmisión "F1" de Ferrari pueden saltar marchas tanto en bajadas como en subidas, al seleccionar las marchas manualmente mediante los Palanquero montados en el volante, como se ve en la mayoría de transmisiones modernas. Las transmisiones manuales más antiguas sin embrague (mayoritariamente anteriores a la década de 1990) conservarán los cambios de patrón H, más la puerta de cambios, y requerirán que el conductor seleccione manualmente las relaciones de transmisión necesarias. El embrague, sin embargo, será una unidad servo-controlada, conectada a varios actuadores, un solenoide y unos sensores que controlan el embrague automáticamente.
Otro medio alternativo de automatización del embrague es el sistema "embrague por cable". El sistema utiliza generalmente un actuador eléctrico y sensores electrónicos, que sustituyen la conexión de embrague mecánico o la conexión de embrague hidráulico, para controlar y controlar el posicionamiento del embrague, sustituyendo completamente el enlace hidráulico entre el embrague mecánico y el propio pedal para un único actuador electromecánico.
Dependiendo de la construcción y el diseño mecánicos, algunas transmisiones manuales automáticas (sobre todo modernas) cambiarán de marcha automáticamente los puntos adecuados (como una transmisión automática convencional), mientras que los manuales tradicionales semiautomáticos y sin embrague requieren que el conductor seleccione manualmente el engranaje incluso cuando el motor está en línea recta, ya que sólo automatizan parte de la transmisión (es decir, el embrague) y no cambiarán la marcha por sí solas. A pesar de la semejanza superficial, las transmisiones manuales automatizadas difieren significativamente en cuanto al funcionamiento interno y la sensación del conductor respecto a una manumática, esta última es una transmisión automática (los automáticos utilizan un convertidor de par como enlace entre la transmisión y el motor, en lugar de un embrague como en un cambio manual automatizado) con la posibilidad de anular el ordenador de la transmisión automática y accionar los cambios manualmente.

## Uso en turismos

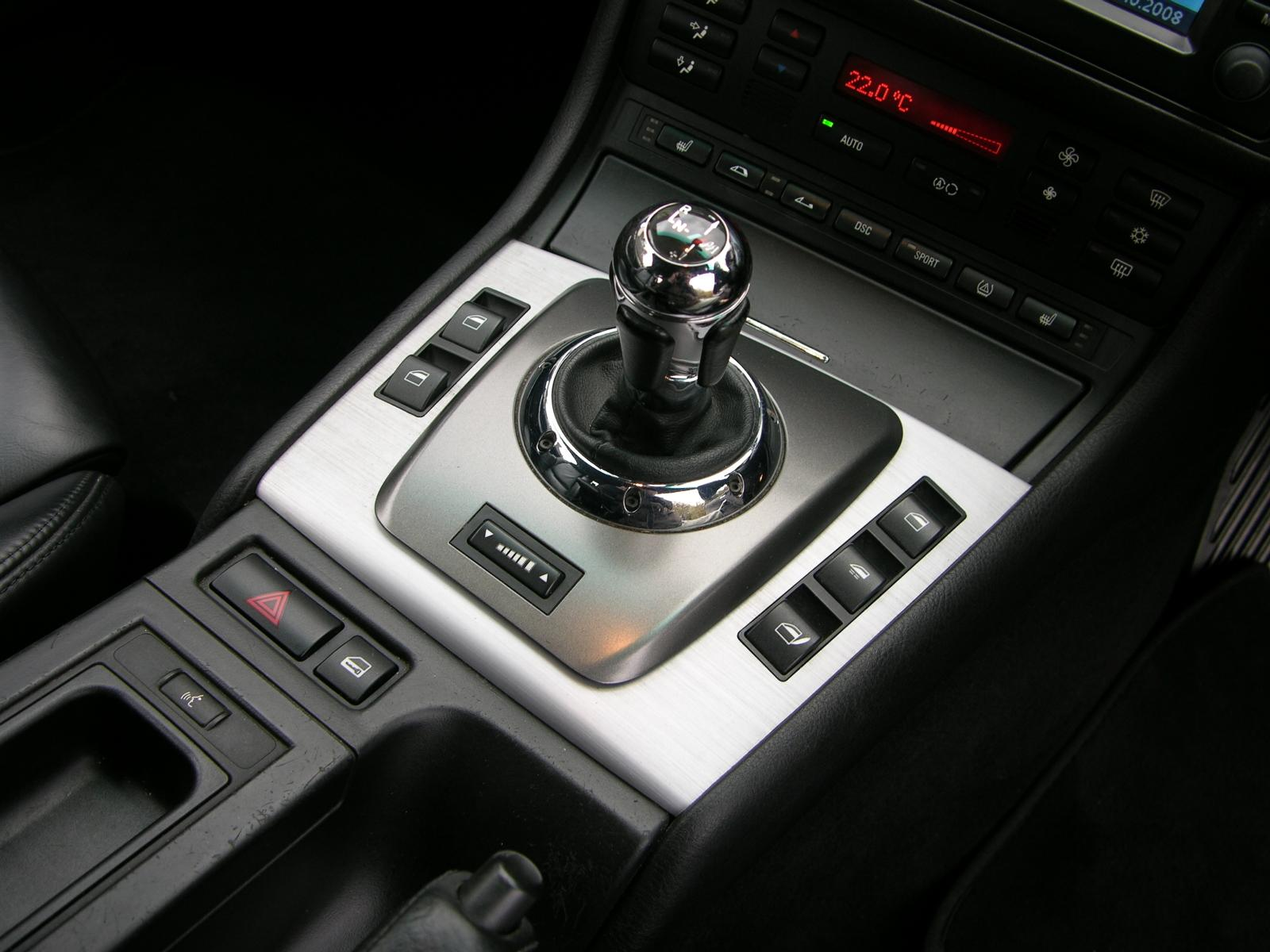
Palanca de cambios BMW SMG-II 2000-2006

La transmisión manual automatizada tiene sus orígenes en las primeras transmisiones manuales sin embrague que empezaron a aparecer en coches de producción masiva en los años cuarenta y cincuenta. Un primer ejemplo de esta transmisión se introdujo con el Hudson Commodore en 1942, llamado Drive-Master. Esta unidad fue una transmisión semiautomática temprana, basada en el diseño de una transmisión manual convencional que utilizaba un sistema de embrague accionado por vacío servo-controlado, con tres modos de cambio de marcha diferentes, con solo tocar un botón; cambio manual y accionamiento manual de embrague (totalmente manual), cambio manual con accionamiento automático de embrague (semiautomático) y cambio automático con accionamiento automático de embrague (totalmente automático).
Otro primer ejemplo es el Citroën DS de 1955, que utilizaba una transmisión de 4 velocidades "BVH". Esta transmisión semiautomática utilizaba un embrague automatizado, que se accionó mediante hidráulica. La selección de engranajes también usaba hidráulica, sin embargo, el conductor debe seleccionar manualmente la relación de engranajes. La transmisión manual de 3 velocidades Renault Dauphine de 1956 estaba disponible con un embrague automático Ferlec opcional, que utilizaba un sistema de embrague accionado electromagnéticamente. Otras transmisiones manuales sin embrague incluyeron el NSU Ro 80 del 1967 (Fichtel & Sachs de 3 velocidades) y el Porsche 911 de 1967 (Sportomatic de 4 velocidades), que utilizaban embragues accionados al vacío y convertidores de par hidráulicos. El Volkswagen Beetle del 1968 y el Volkswagen Karmann Ghia ofrecieron una transmisión Autostick de 3 velocidades, que utilizaba un interruptor eléctrico del cambio de velocidades conectado a un solenoide para accionar el servo de embrague de vacío electro-neumático.
En 1963, Renault pasó del embrague automático a una transmisión Jager de 3 velocidades completamente automática, que consistía en una unidad de control electromecánica que accionaba el embrague y el cambio, convirtiéndolo efectivamente en una de las primeras transmisiones manuales automatizadas. La transmisión Jager se controlaba mediante pulsadores electrónicos montados en un tablero.
La transmisión automática Isuzu NAVi5 de 5 velocidades se introdujo en la berlina media Isuzu Aska de 1984 (sólo se vende en el mercado interno japonés). Esta transmisión, diseñada originalmente para camiones, se basaba en una transmisión manual con la adición de actuadores hidráulicos para la palanca de cambios y el embrague. Las versiones iniciales no permitían la selección directa de las relaciones de transmisión, sino que sólo permitían a los conductores bloquear marchas más altas (según muchas transmisiones automáticas tradicionales). Las versiones posteriores añadieron un modo manual, que permitía al conductor controlar la selección de marchas.
Varias empresas propiedad de Fiat Sp A. influyeron en el desarrollo de transmisiones manuales automatizadas. La implicación de Ferrari con la transmisión manual automática comenzó con la transmisión semiautomática de palas de 7 velocidades que se utilizó el coche de carreras de la Fórmula 1 del Ferrari 640 de 1989. En 1992, el Ferrari Mondial T introdujo la opción de una transmisión semiautomática de 5 velocidades "Valeo". Esta transmisión utilizaba un actuador electromecánico para accionar automáticamente el embrague mientras que el mecanismo de cambio de marcha era un cambio de patrón estándar que funcionaba según las transmisiones normales. En 1997, el Ferrari F355 estuvo disponible con una transmisión de 6 velocidades "F1", que utiliza palancas situadas detrás del volante o se puede conducir en un modo totalmente automático. Los sucesores del F355 ofrecieron transmisiones similares, hasta que la compañía cambió a una transmisión de doble embrague para el Ferrari 458 en 2009.

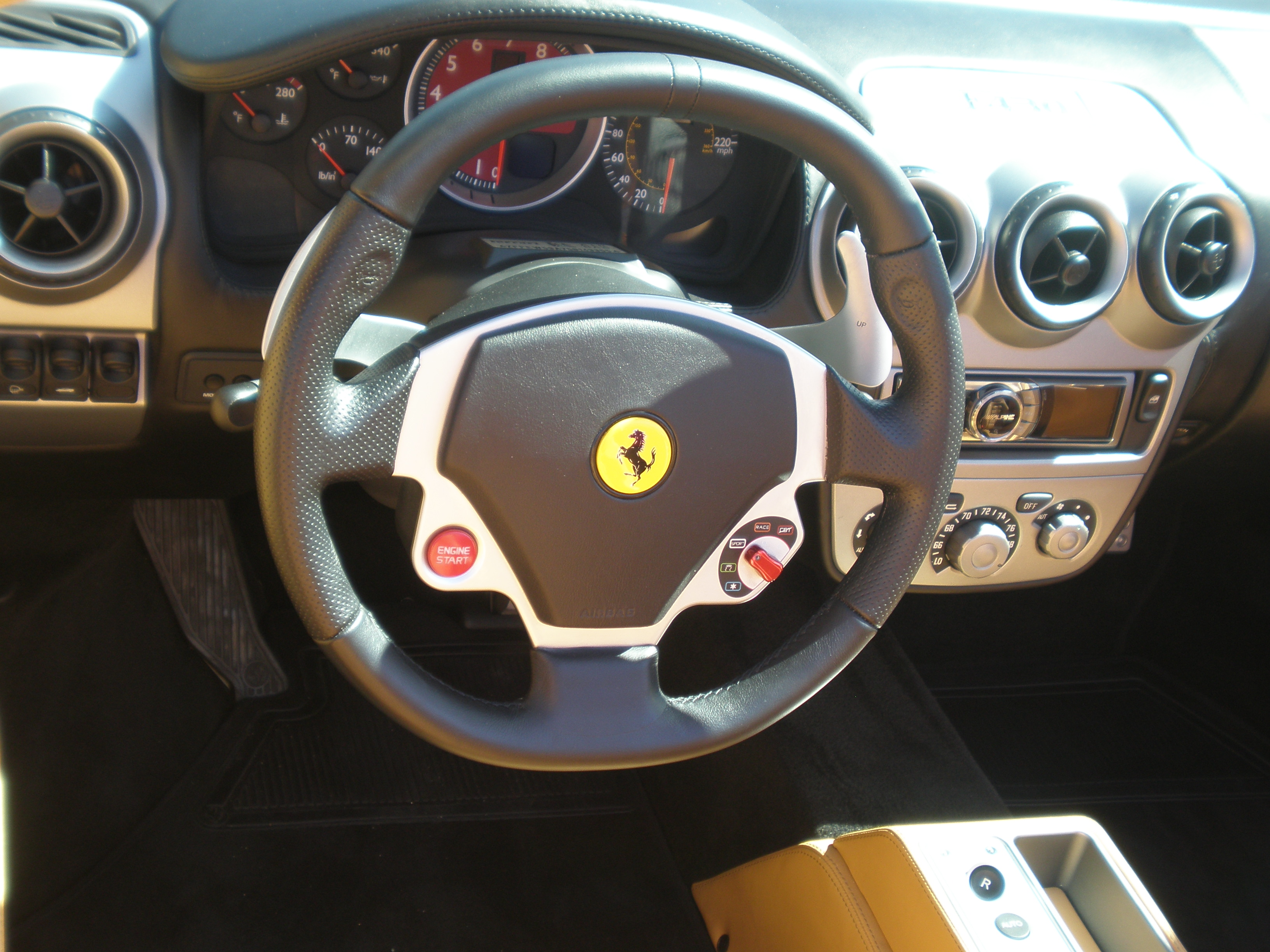
Volante Ferrari F430 F1 con Palanquero

La empresa Alfa Romeo introdujo la transmisión automática de 5 velocidades Selespeed relacionada para el Alfa Romeo 156 en 1999. Luego fue presentada por Maserati en 2001 de la transmisión automática de 6 velocidades Cambiocorsa relacionada al Maserati Coupé. Selespeed también se utilizó en los modelos Fiat Punto y Stilo.
La implicación de BMW con las transmisiones manuales automáticas comenzó en 1993, cuando se ofreció el "Shift-tronic" semiautomático de 6 velocidades en el Alpina B12 coupé (basado en E31 850CSi). Mediante un embrague automatizado emparejado con una palanca de cambios estándar de patrón H (según el Ferrari Mondial T), la transmisión fue suministrada por Luk y ajustada a menos de 40 coches. La producción masiva de transmisiones manuales automatizadas comenzó para BMW en 1997 con la introducción de la transmisión automática de 6 velocidades "SMG" en el coupé BMW E36 M3. Aunque el nombre "SMG" era una abreviatura de "Caja de cambios manual secuencial", la transmisión interna era según una transmisión manual típica (equipada con sincronización), no una transmisión manual secuencial real. El SMG fue sustituido por el SMG-II cuando se introdujo el E46 M3 en 2000. La última AMT de BMW (antes de ser sustituida por una transmisión de doble embrague) fue el SMG-III de 7 velocidades utilizado en BMW E60 M5 2004 a 2010 y el BMW E63 M6 relacionado. El SMG-III podría conseguir un tiempo de cambio de 65 milisegundos en su modo más agresivo
Del 2002 al 2007, el Toyota MR2 (3ª generación) estuvo disponible con una transmisión manual automatizada de 6 velocidades "SMT". El sistema SMT utilizaba un sistema de activación electrohidráulica tanto para el embrague como para el cambio, pero no había cambios de patrón H como en la transmisión estándar. En cambio, había una palanca de cambios que se podía tirar y empujar hacia delante o hacia atrás para subir y bajar, así como la adición de botones de cambio electrónicos montados en el volante.
Las marcas del grupo Volkswagen suelen utilizar transmisiones de doble embrague en lugar de transmisiones manuales automáticas, aunque se introdujo una transmisión manual automática de 6 velocidades "E-gear" para el Lamborghini Murciélago de 2004. y Lamborghini Gallardo. El equipo de engranajes E se utilizó en los sucesores del Murciélago y el Gallardo, y también estaba disponible en el Audi R8 (tipo 42) 2007-2012, comercializado como transmisión "R-tronic".

### aplicaciones
| Any sortida | Fabricant         | Nom Transmissió                           | Model(s)                                                          |
| ----------- | ----------------- | ----------------------------------------- | ----------------------------------------------------------------- |
| 1996        | Alfa Romeo        | Selespeed                                 | 156, 147, GT, 159, Brera, Spider                                  |
| 2007        | Alfa Romeo        | Q-Select                                  | 8C Competizione / 8C Spider                                       |
| 2001        | Aston Martin      | SSM                                       | Vanquish                                                          |
| 2005        | Aston Martin      | Sportshift                                | Vantage (2005)                                                    |
| 2009        | Aston Martin      | -                                         | One-77                                                            |
| 2020        | Aston Martin      | -                                         | Valkyrie                                                          |
| 1999        | Audi              | -                                         | A2                                                                |
| 2006        | Audi              | R-Tronic                                  | R8 (Type 42)                                                      |
| 1997        | BMW               | SMG                                       | E36 M3                                                            |
| 2000        | BMW               | SMG-II                                    | E46 M3, E46 3 Series, E85 Z4, E60 5 Series, E63 6 Series          |
| 2004        | BMW               | SMG-III                                   | E60 M5, E63 M6                                                    |
| 2003        | Chery             | -                                         | QQ3,                                                              |
| 2009        | Chery             | -                                         | M1                                                                |
| 1955        | Citroën           | BVH                                       | DS                                                                |
| 1976        | Citroën           | C-Matic                                   | CX, GS                                                            |
| 2004        | Citroën           | EGS                                       | C1, C4                                                            |
| 2003        | Citroën           | Sensodrive                                | C2, C3                                                            |
| 2011        | Citroën           | -                                         | DS5                                                               |
| 2016        | Citroën           | -                                         | C6 (China)                                                        |
| 2015        | Dacia             | Easy-R                                    | Logan, Sandero, Duster                                            |
| 2017        | Dallara           | -                                         | Stradale                                                          |
| 1993        | Fiat              | Selespeed                                 | Punto, Stilo, Grande Punto                                        |
| 1995        | Fiat              | Dualogic                                  | Bravo, Idea, Palio, Punto, Siena, Uno, Panda, 500L, Doblò, Linea  |
| 1997        | Fiat              | Citymatic                                 | Seicento                                                          |
| 2007        | Fiat              | Comfort-Matic                             | Fiorino                                                           |
| 2018        | Fiat              | GSR                                       | Argo, Cronos, Mobi                                                |
| 1988        | Ferrari           | Valeo                                     | Mondial T                                                         |
| 1994        | Ferrari           | F1                                        | 355 F1, 360, 575M Maranello, Enzo, 612 Scaglietti, F430, FXX, 599 |
| 2004        | Ford Europe       | Durashift "Electronic Shift Transmission" | Fusion, Fiesta, Transit                                           |
| 2010        | Honda             | I-SHIFT                                   | Civic, Jazz                                                       |
| 1942        | Hudson            | Drive-Master                              | Commodore                                                         |
| 1950        | Hudson            | Supermatic                                | Commodore                                                         |
| 2019        | Hyundai           | AMT                                       | i10, Aura, Santro                                                 |
| 2020        | Hyundai           | iMT                                       | Venue, i20                                                        |
| 1984        | Isuzu             | NAVi5                                     | Aska, Gemini                                                      |
| 2020        | Kia               | iMT                                       | Sonet                                                             |
| 2007        | LADA (AvtoVAZ)    | -                                         | Priora                                                            |
| 2015        | LADA (AvtoVAZ)    | -                                         | Xray, Vesta                                                       |
| 2004        | Lamborghini       | E-gear                                    | Murciélago, Gallardo, Reventón, Sesto Elemento                    |
| 2011        | Lamborghini       | ISR                                       | Aventador, Veneno, Centenario, Sián                               |
| 2004        | Lancia            | DFN                                       | Musa, Ypsilon                                                     |
| 2004        | Maxus (LDV)       | -                                         | Maxus V80, Maxus V90                                              |
| 2010        | Lexus             | ASG                                       | LFA                                                               |
| 2015        | Mahindra          | Autoshift                                 | TUV300                                                            |
| 2019        | Mahindra          | -                                         | XUV300                                                            |
| 2001        | Maserati          | Cambiocorsa                               | Coupé and Spyder, MC12                                            |
| 2003        | Maserati          | DuoSelect                                 | Quattroporte V                                                    |
| 2007        | Maserati          | MC-Shift                                  | GranTurismo                                                       |
| 1997        | Mercedes-Benz     | -                                         | A-Class                                                           |
| 2021        | Mercedes-AMG      | -                                         | ONE                                                               |
| 2004        | Mitsubishi        | AllShift                                  | Colt                                                              |
| 1967        | NSU               | -                                         | Ro 80                                                             |
| 1999        | Pagani            | -                                         | Zonda                                                             |
| 2012        | Pagani            | -                                         | Huayra                                                            |
| 2005        | Peugeot           | 2-Tronic                                  | 107, 1007                                                         |
| 2014        | Polaris           | AutoDrive                                 | Slingshot                                                         |
| 1967        | Porsche           | Sportomatic                               | 911                                                               |
| 2005        | Proton            | AMT                                       | Savvy                                                             |
| 1956        | Renault           | -                                         | Dauphine                                                          |
| 2001        | Renault           | Quickshift                                | Modus, Twingo                                                     |
| 2015        | Renault           | Easy-R                                    | Kwid, Symbol III, Triber                                          |
| 1994        | Saab              | Sensonic                                  | 900 NG                                                            |
| 2012        | SEAT              | ASG                                       | Mii                                                               |
| 2011        | ŠKODA             | ASG                                       | Citigo                                                            |
| 1998        | Smart             | Softouch                                  | Fortwo, Forfour, Roadster                                         |
| 2013        | Spania            | -                                         | GTA Spano                                                         |
| 2004        | SSC North America | -                                         | Ultimate Aero                                                     |
| 2020        | SSC North America | -                                         | Tuatara                                                           |
| 2014        | Suzuki            | AGS                                       | Celerio                                                           |
| 2017        | Suzuki            | AGS                                       | Swift Dzire, Ignis                                                |
| 2004        | Suzuki            | -                                         | Swift                                                             |
| 2014        | Suzuki            | -                                         | Alto                                                              |
| 2008        | Tata Motors       | Easy Shift                                | Nano                                                              |
| 2017        | Tata Motors       | Hyprdrive SSG                             | Nexon, Tiago, Tigor                                               |
| 1999        | Toyota            | SMT                                       | MR2 (W30)                                                         |
| 2005        | Toyota            | MMT                                       | Aygo, Yaris, Corolla, Corolla Verso, Mark X, Auris                |
| 1965        | VEB Sachsenring   | Hycomat                                   | Trabant 601                                                       |
| 2004        | Opel/Vauxhall     | Easytronic                                | Corsa, Tigra, Meriva, Astra, Zafira, Vectra, Adam                 |
| 1968        | Volkswagen        | Autostick                                 | Beetle, Karmann Ghia                                              |
| 1998        | Volkswagen        | -                                         | Lupo                                                              |
| 2009        | Volkswagen        | I-Motion                                  | Gol, Voyage                                                       |
| 2011        | Volkswagen        | ASG                                       | Up, Fox                                                           |
| 2009        | Zenvo             | -                                         | ST1                                                               |

## Uso en camiones
- Volvo I-Shift : Transmisión manual automatizada; introducido en 2001 y utilizado en camiones y autobuses. Este sistema es un complemento para la transmisión manual no sincronizada convencional.[67]
- ZF AS Tronic : Transmisión manual automatizada; introducido en 2003 y utilizado en camiones, autobuses y autocares.
- Eaton AutoShift : Introducido a principios de la década de 2000 como complemento de la transmisión manual tradicional no sincronizada para camiones pesados.[68]
- Mack mDRIVE y mDRIVE HD : Transmisión manual automatizada con sincronizadores; introducido en 2010, y se utiliza en Mack semi-camiones.
- Renault Optidriver : Una transmisión manual automatizada; introducido en 2004 y utilizado en semicamions comerciales pesados Renault.
- Daimler Trucks DT12 : Transmisión manual automatizada; introducido en 2012 y utilizado en semicamió Freightliner Cascadia ya la línea Western Star 49X de camiones semi, grúas y dúmperes comerciales.
- Mercedes-Benz Powershift: A no síncrono transmisión manual automatizada, utilizado en semi-camiones Mercedes-Benz de servicio pesado
- UD Trucks ESCOT : Un complemento para transmisión manual no sincronizada y sincronizada; introducido en 1995. Se han hecho seis versiones diferentes de esta transmisión: ESCOT, ESCOT-II, ESCOT-III, ESCOT-IV, ESCOT-V y ESCOT-VI. Se utiliza en la gama de vehículos comerciales de UD Trucks.[69][70]

## Ventajas e inconvenientes
Entre las ventajas se encuentran:
- Más práctico y fácil de aprender que las cajas de cambios manuales
- Mayor rentabilidad en comparación con las cajas de cambio automáticas tradicionales con convertidor de par, principalmente debido a que la mayor parte de la mecánica se comparte con las cajas de cambio manuales, ya producidas en series grandes.
- Funcionamiento similar a una caja de cambios manual tradicional ya que no hay resbalones típicas de las transmisiones automáticas con convertidor de par o las fluctuaciones de la velocidad del motor de la caja de cambios continuo (CVT).

Entre las desventajas se encuentran:
- Menos fiabilidad que la caja de cambios manual sin componentes electrónicos ni actuadores.
- Coste más elevado que una transmisión manual.
- Interrupción del par motriz transmitido durante la fase de cambio de marcha. Para muchos conductores, el funcionamiento de la caja de cambios robotizada resulta molesto cuando la interrupción del par se controla automáticamente mediante la lógica de control, mientras que es completamente normal cuando ellos mismos sueltan el acelerador para llevar a cabo la maniobra de cambio de marcha con la caja de cambios manual. Este fenómeno se acentúa a medida que aumenta el par transmitido a las ruedas motrices, por lo tanto aumenta con la potencia del motor y es máximo en los cambios de marcha del primer y segundo con el pedal del acelerador presionado al máximo. Para superar este fenómeno, los diseñadores proponen varios tipos de modificaciones en la transmisión y el mayor éxito lo ha obtenido la caja de cambios de doble embrague en el que los engranajes pares e impares están engranados en un eje principal diferente y conectados a cada uno de los dos embragues. La lógica de gestión hace funcionar el engranaje superior con antelación y el cambio de engranajes se realiza simplemente desencadenando un embrague y engranando el otro al mismo tiempo. Todo ocurre en un tiempo más corto y con mayor fluidez.

Temas opinables:
- Consumo, la eficiencia mecánica es idéntica a la caja de cambios manual y las diferencias están relacionadas con la lógica de selección automática de marchas. Los fabricantes suelen implementar un modo económico y seleccionable que favorece el uso de engranajes largos. Un conductor experto y atento es capaz de obtener un mejor consumo de combustible con una caja de cambios manual o con un robotizado en modo manual, mientras que el modo automático cambia de marcha según una lógica que tiene en cuenta la eficiencia, lo que resulta para la mayoría de la gente, mucho más aparcamiento. condiciones de consumo.
- Lo mismo ocurre con el rendimiento de la aceleración: un buen conductor puede desplazarse fácilmente más rápidamente y, sobre todo, romperse desde un punto muerto con una transmisión manual, aunque lleva el embrague y los sincronizadores. El robotizado (como el automático), en cambio, permite a todo el mundo obtener un rendimiento de aceleración ligeramente inferior, simplemente apretando el acelerador en la mesita y con un respeto razonable para la mecánica.